# Gerry Besselink
Gerardus John Besselink, detto Gerry (Kingston, 1º settembre 1963), è un ex cestista canadese.

## Carriera
Con il Canada ha disputato i Campionati mondiali del 1986.